# Inga bracteifera
Inga bracteifera é uma espécie vegetal da família Fabaceae.
Pequena árvore encontrada embaixo das copas das árvores maiores (understorey tree) de florestas úmidas de altitude, na península de Osa na Costa Rica.